# 延岡学園高校バスケットボール部審判員暴行事件
延岡学園高校バスケットボール部審判員暴行事件（のべおかがくえんこうこうバスケットボールぶしんぱんぼうこうじけん）は、日本の高等学校の部活動において起きた事件。

## 概要

### 事件の発生
2018年6月17日に長崎県大村市では全九州高校バスケットボール大会の男子準決勝の試合が行われていた。この試合は延岡学園高等学校と福岡大学附属大濠高等学校の試合であった。この試合は78-66で福岡大学附属大濠高等学校がリードしていた試合終了40秒前に、延岡学園高等学校の選手がファウルを宣告された。それからファウルを宣告された選手が審判員に近付いて行って、審判員の顔面を殴った。それから審判員は後頭部から倒れて会場は騒然となった。この殴った選手は途中から試合に出場しており、3回続けてファウルを宣告されたことが不満で殴っていた。この審判員は口を縫う怪我をして、殴った選手は失格処分になり、試合は没収試合になり延岡学園高等学校は敗退した。

### 事件から
6月23日に延岡学園高等学校の校長による記者会見が行われる。これによると延岡学園高等学校は8月の全国高等学校総合体育大会に出場することを辞退することにしていた。殴った生徒はアフリカから来日した留学生であり、自主退学して帰国することとなった。バスケットボール部監督は解任され教員としても無期限停職処分、理事長と校長と教頭は減給処分となった。殴った生徒は5月末からホームシックにかかり帰国を望んでいた。延岡学園高等学校には殴った生徒への危害の予告や、人種差別的な内容の電話やメールやはがきが多数寄せられていた。
延岡学園高等学校では留学生に特別な対応をしていなかった。授業は日本語で行われているのを受けて、週に2時間ほど部活動の監督が日本語を教えているという状態であった。留学生は1年もいれば日本語を少し話せるようになり、3年後の卒業時には普通に話せるようになっていた。だが来日して間もない頃には言葉が通じない状況が続き、この時に事件が起こされていた。部活動監督から留学生はもっと日本語を勉強したいということを聞かされ、教頭が週に3回日本語の授業を行い小学校1年生の教科書を使用していたこともあったのだが、事件を起こした生徒はこの授業には来ていなかった。
この事件を受けて河合薫は、日本国内で共に生活する外国人に対しての日本人の冷たさを批判。殴った生徒の母国語であるフランス語を話せる人は1人もいないでホームシックになったところで事件を起こしていた。それからSNSでは留学生に対するバッシングやヘイトまがいや暴力行使を示唆するような書き込みが横行された。校長は不測の事態もありえるため生徒を早く帰国させたいとしていた。この事件はコミュニケーション不足が最大の原因のため、今後は留学生の母国語を話せる非常勤教員を雇うことが検討された。河合薫はこの事件は殴ったことだけではなく、言葉も生活も文化も違う異国の地で親とはなれて暮らす生徒への学校側の対応が問題とする。そして政府がこれから人手不足に陥っている業界に外国人が就労できるようにして外国人を受け入れるとしていることでは、受け入れた後のサポートについてはほとんど議論がされていないことを批判した。